# 수우 (1948년 영화)
"수우"(愁雨, Su-u)는 한국에서 제작된 안종화 감독의 1948년 영화이다. 김소영 등이 주연으로 출연하였고 최철 등이 제작에 참여하였다.

## 출연

### 주연
- 김소영
- 전택이
- 이금룡
- 신카나리아

## 기타
- 조명: 김성춘
- 녹음: 최칠복